# Stojan Kubatow
Stojan Stojczew Kubatow (bułg. Стоян Стойчев Кубатов; ur. 7 października 1997) – bułgarski zapaśnik walczący w stylu klasycznym. Zajął piąte miejsce na mistrzostwach świata w 2023.  
Siódmy na mistrzostwach Europy w 2024.  Trzeci na ME U-23 w 2019 roku.